# موشيه كول
موشيه كول (بالعبرية: משה קול‏) (ولد باسم موشيه كولودني في 28 مايو 1911، وتوفي في 7 يوليو 1989)، كان ناشطًا صهيونيًا وسياسيًا إسرائيليًا وأحد الموقعين على إعلان الاستقلال الإسرائيلي.

## السيرة الشخصية
وُلد موشيه كولودني (لاحقًا كول) في بينسك في الإمبراطورية الروسية (اليوم في بيلاروس). درس في هيدر والمدرسة الثانوية العبرية في بلدته، وكان واحدًا من مؤسسي حركة HaOved HaTzioni الشبابية في بولندا.
هاجر إلى فلسطين الانتدابية عام 1932 وانضم إلى كيبوتس هاميفاليس في كفار سابا، التي ارتبطت بـHaOved HaTzioni. لقد انضم إلى نقابة عمال هستدروت، حيث عمل كعضو في الجهاز التنفيذي بين عامي 1941 و1946، كما كان عضوًا في مجلس إدارة الوكالة اليهودية، حيث كان يترأس قسم شباب عليا.
في 15 مايو 1948، كان كول أحد الموقعين على إعلان الاستقلال الإسرائيلي، وأصبح عضوًا في مجلس الدولة المؤقت. كما كان أحد مؤسسي الحزب التقدمي.
في يوليو 1951 انتخب للكنيست لكنه استقال بعد ستة أسابيع. لقد عاد إلى الكنيست بعد انتخابات عام 1959، وبعد فترة وجيزة صار عضوًا في الكنيست عن الحزب الليبرالي عندما تم تشكيله من خلال اندماج الحزب التقدمي والصهاينة العامة. وبعد احتفاظه بمقعده في انتخابات عام 1961، كان كول جزءً من مجموعة من أعضاء الحزب التقدمي السابقين الذين انفصلوا عن الحزب الليبرالي لتشكيل الليبراليين المستقلين احتجاجًا على اندماجه الوشيك مع حيروت التابع لمناحم بيجن.
بعد انتخابات عام 1965، انضم الليبراليون المستقلون إلى ائتلاف ليفي أشكول، وعُين كول وزيرًا للسياحة ووزيرًا للتنمية. وفقًا لسياسة الحزب، استقال من الكنيست عند تعيينه في الحكومة. وبعد انتخابات عام 1969 و1973، عُين كول وزيرًا للسياحة مرة أخرى، وأشغر مقعده في الكنيست مرة أخرى.
فقد مكانه في الكنيست في انتخابات عام 1977 عندما تم تقلصت مقاعد الحزب إلى مقعد واحد فقط. وبعد مغادرته الكنيست، صدرت له عدة كتب عن المجتمع الإسرائيلي والشؤون الخارجية وتوفي عام 1989.

## الأعمال المنشورة
- استعراض عليا للشباب (1961) (بالعبرية)
- مسارات في الصهيونية والليبرالية (1964) (بالعبرية)
- مسارات في التربية والتأهيل (1964) (بالعبرية)
- النضال من أجل التعددية الدينية والثقافية (1979) (بالعبرية)
- النضال من أجل التعاون العربي اليهودي في إسرائيل (1979) (بالعبرية)
- المسارات: أحداث السيرة الذاتية (1981) (بالعبرية)
- كفاح ومشاريع (1984) (بالعبرية)
- الحرب اللبنانية والوضع في الأراضي المحتلة (1984) (بالعبرية)

## روابط خارجية
- موشيه كول على الموقع الإلكتروني للكنيست